# Anti-Austerity Alliance
Anti-Austerity Alliance (irl. Comhghuaillíocht Frith-Dhéine) – antykapitalistyczna partia polityczna w Irlandii. Partia została założona w 2014 roku, wystawiając czterdziestu członków w wyborach samorządowych, po których otrzymała 14 miejsc w samorządach lokalnych.
7 sierpnia 2015 roku partia została wykreślona z rejestru partii politycznych, po czym były prowadzone rozmowy z partią People Before Profit Alliance na temat utworzenia nowego ugrupowania politycznego. 17 września 2015 roku obie partie ogłosiły oficjalnie połączenie pod nazwą Anti-Austerity Alliance–People Before Profit, dla wspólnego startowania w przyszłych wyborach.